# Adromischus trigynus
Adromischus trigynus là một loài thực vật có hoa trong họ Crassulaceae. Loài này được (Burch.) Poelln. miêu tả khoa học đầu tiên năm 1938.